# Henry Cabot Lodge Jr.
Henry Cabot Lodge Jr. (5 tháng 7 năm 1902 – 27 tháng 2 năm 1985) là một Thượng nghị sĩ Mỹ của tiểu bang Massachusetts, Đại sứ Hoa Kỳ tại Việt Nam Cộng hòa thời Chiến tranh Việt Nam. Ông từng là ứng cử viên đại diện cho Đảng Cộng hòa tranh chức Phó Tổng thống trong cuộc bầu cử tổng thống năm 1960.
Sinh ra ở Nahant, bang Massachusetts, Hoa Kỳ, Lodge là cháu nội của Thượng nghị sĩ Henry Cabot Lodge và cháu ngoại của Bộ trưởng Ngoại giao Hoa Kỳ Frederick Theodore Frelinghuysen. 
Năm 1963, Tổng thống Kennedy bổ nhiệm Lodge vào vị trí Đại sứ Hoa Kỳ tại Việt Nam Cộng hòa. Cabot Lodge là nhân vật trực tiếp đứng sau ủng hộ cuộc đảo chính anh em Ngô Đình Diệm năm 1963. Sau khi rời chức vụ đại sứ, ông vẫn tiếp tục đại diện cho Hoa Kỳ tại các quốc gia khác nhau dưới thời tổng thống Lyndon B. Johnson, Nixon và Tổng thống Gerald Ford. Lodge là người lãnh đạo phái đoàn Hoa Kỳ ký thỏa thuận hòa bình Paris với Bắc Việt Nam, dẫn đến kết thúc của Chiến tranh Việt Nam.

## Tiểu sử
Lodge sinh ra tại Nahant, Massachusetts, con trai của George Cabot Lodge và bà Mathilda Elizabeth Frelinghuysen (Davis) Lodge. Ông là cháu nội của Thượng nghị sĩ Henry Cabot Lodge, chít của George Cabot, và là cháu của Augustus Peabody Gardner. Sau khi tốt nghiệp Đại học Harvard hạng ưu năm 1924 và làm việc trong ngành kinh doanh báo chí, ông đã được bầu làm Hạ nghị sĩ bang Massachusetts năm 1931.

### Thượng nghị sĩ
Ông được bầu vào Thượng viện với tư cách là ứng cử viên Đảng Cộng hòa năm 1936, ông đã phục vụ đến năm 1944 và đã từ nhiệm để tham gia quân đội trong Thế chiến II, vị nghị sĩ đầu tiên làm như thế kể từ Nội chiến.

### Thế chiến II
Ông đã phục vụ xuất sắc và đã được phong hàm trung tá, và được bầu lại vào Thượng viện năm 1946, khi Đảng Cộng hòa nắm giữ cả hai viện của Quốc hội Hoa Kỳ

## Đại sứ Hoa Kỳ tại Việt Nam Cộng hòa
Kennedy bổ nhiệm Lodge vào vị trí Đại sứ Nam Việt Nam mà ông ta tổ chức từ năm 1963 đến năm 1964. Đại sứ mới nhanh chóng xác định rằng Ngô Đình Diệm, Tổng thống của Việt Nam, cả hai đều thất bại và tham nhũng và rằng miền Nam Việt Nam đang đứng đầu thảm họa trừ phi Diệm cải cách chính quyền của mình hoặc bị thay thế.
Trong khi Diệm bị ám sát và chính phủ của ông ta lật đổ cuộc đảo chính vào tháng 11 năm 1963, cuộc đảo chính đã làm dấy lên một loạt các nhà lãnh đạo ở miền Nam Việt Nam, mỗi người không thể tập hợp và thống nhất nhân dân của họ và rồi lại bị lật đổ bởi một người mới. Những thay đổi thường xuyên về lãnh đạo này gây ra sự bất ổn về chính trị ở miền Nam, vì không có chính quyền tập trung và ổn định nào để điều hành đất nước, trong khi Việt Minh tăng cường xâm nhập vào miền Nam và tốc độ tấn công ở miền Nam.
Sau khi đã ủng hộ cuộc đảo chính chống lại Tổng thống Diệm, Lodge sau đó nhận ra rằng nó đã gây ra tình trạng trong khu vực xấu đi, và ông đề nghị với Bộ Ngoại giao rằng Nam Việt Nam nên được làm để từ bỏ độc lập và trở thành một chế độ bảo vệ của Hoa Kỳ (như cựu tình trạng của Philippines) nhằm mang lại sự ổn định của chính phủ. Các biện pháp khác, ông cảnh báo, đã tăng cường sự tham gia quân sự của Hoa Kỳ hay sự từ bỏ miền Nam của Mỹ.

## Qua đời
Cabot Lodge qua đời vào năm 1985 sau một thời gian dài bệnh tật và được chôn tại Nghĩa trang Mount Auburn ở Cambridge, quê nhà của ông tại bang Massachusetts.